# 吹部
吹部（ふきべ）は、律令制において兵部省鼓吹司に属する伴部。軍隊における鼓と角（ふえ）の調習を行った。

## 職掌
『日本後紀』によると、大宝以降、吹人・角吹と注記し、番上・吹部と称してきたものだったのが、延暦15年（796年）10月に正式名称が「吹部」に統一され、定員が34名とされた、という。同時に雅楽寮のさまざまな生にならい、勘籍（採用にあたり戸籍に基づいて身元調査を行う）扱いにされた。『令集解』「職員令」伴説所引の和銅2年（709年）の右大弁官宣によると、吹部たちは10月から2月までの5ヶ月間、鼓角の教習を行い、3月1日にその技能を試験する、となっている。
『延喜式』兵庫寮によると、鼓吹部は品部である鼓吹戸から採用することになっている。